# Mühle (Amberg)

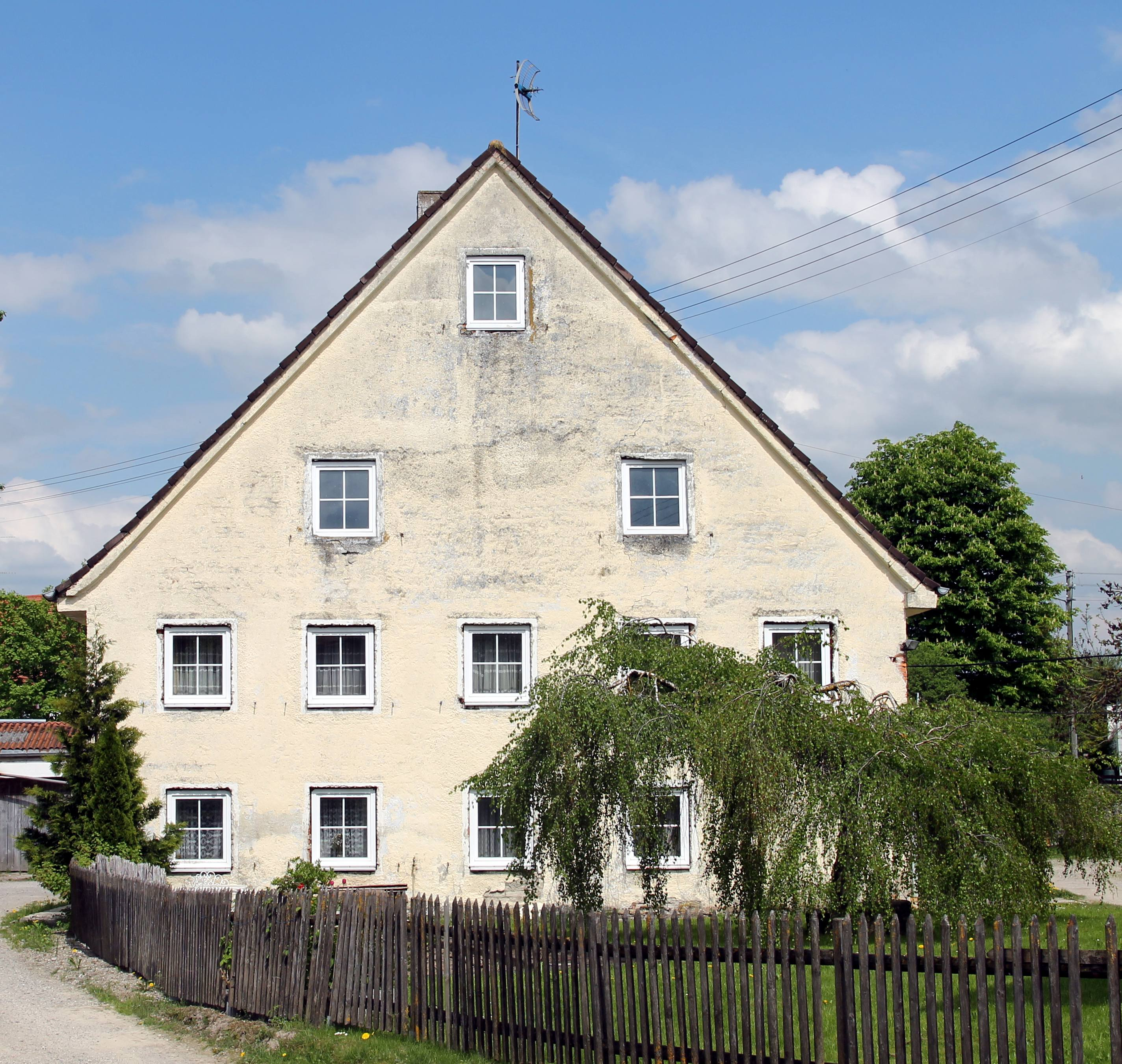
Ehemalige Mühle in Amberg

Die Mühle in Amberg ist ein denkmalgeschütztes Gebäude im Landkreis Unterallgäu, Bayern. Errichtet wurde das zweigeschossige Gebäude mit Kastengesims und Satteldach um das Jahr 1800. Um die Türen und um die Fenster verlaufen flache Putzrahmen. Zwischen Löwen- und Zweigornamenten befindet sich an der nördlichen Längsseite, oberhalb der Mühlentür, ein eingeritztes Müllerwappen. Auf der gleichen Seite am Westende ist zwischen Lorbeerzweigen die stuckierte Hausnummer Nro. 28 angebracht.